# Daringbadi
Daringbadi es una ciudad censal situada en el distrito de Kandhamal en el estado de Odisha (India). Su población es de 6995 habitantes (2011). Se encuentra a 71 km de Phulabani y a  202 km de Bhubaneswar.

## Demografía
Según el censo de 2011 la población de Daringbadi era de 6995 habitantes, de los cuales 3339 eran hombres y 3656 eran mujeres. Daringbadi tiene una tasa media de alfabetización del 80,98%, superior a la media estatal del 72,87: la alfabetización masculina es del 98,36%, y la alfabetización femenina del 73,54%.